# سيكسيوم (أمر يونكس)
cksum هو أمر في أنظمة التشغيل المشابهة لـ يونكس يقوم بإنشاء قيمة المجموع الاختباري لملف أو دفق بيانات. يقرأ أمر cksum كل ملف يتم تقديمه في الوسائط الخاصة به، أو الإدخال القياسي إذا لم يتم توفير وسيطات، ويقوم بإخراج المجموع الاختباري اختبار التكرار الدوري للملف وعدد البايتات .
يمكن استخدام الأمر cksum للتحقق من أن الملفات المنقولة بوسائل غير موثوق بها وصلت سليمة. ومع ذلك، فإن المجموع الاختباري لـ CRC المحسوب بواسطة أمر cksum غير آمن من الناحية المشفرة : في حين أنه يحمي من الفساد العرضي (من غير المحتمل أن تحتوي البيانات التالفة على نفس المجموع الاختباري مثل البيانات المقصودة) ، فإنه ليس من الصعب على المهاجم أن يفسد عمداً الملف بطريقة محددة أن المجموع الاختباري لم يتغير. تشتمل الأنظمة المشابهة لنظام يونكس عادةً على أوامر أخرى للاختبارات الآمنة المشفرة، مثل sha256sum .

## العمل المشترك
يستخدم أمر cksum القياسي، كما هو موجود في معظم أنظمة التشغيل المشابهة لـ Unix (بما في ذلك لينكس ، و * توزيعة برمجيات بيركلي ، و ماك أو إس ، و سولاريس ) خوارزمية CRC بناءً على فحص إطار الإيثرنت القياسي وبالتالي فهي قابلة للتشغيل بين التطبيقات. هذا على عكس الأمر sum ، وهو ليس قابلاً للتشغيل البيني. غير أنه غير متوافق مع حساب CRC-32. في أنظمة التشغيل Tru64 ، يُرجع الأمر cksum قيمة CRC مختلفة، ما لم يتم تعيين متغير البيئة ‏ CMD_ENV إلى xpg4 .

## خوارزمية
يستخدم cksum المولد متعدد الحدود 0x04C11DB7 ويضيف إلى الرسالة طوله في تمثيل ترتيب التخزين . يحتوي هذا الطول على رمز لاشيء في النهاية اليمنى.

## بناء الجملة
```
cksum
 
[
FILE
]
...
cksum
 
[
OPTION
]

```

## مثال للاستخدام
```
$ 
cksum
 
test.txt

4038471504 75 test.txt

```

حيث يمثل 4038471504 قيمة المجموع الاختباري و 75 يمثل حجم ملف test.txt .